# Małgorzata Andegaweńska (królowa Anglii)
Małgorzata Andegaweńska fr. Marguerite d’Anjou (ur. 23 marca 1430, zm. 25 sierpnia 1482) – księżniczka andegaweńska i lotaryńska, królowa Anglii w latach 1445-1461 oraz 1470-1471 jako żona Henryka VI, córka René I Andegaweńskiego i Izabeli Lotaryńskiej.
W 1444 r. zawarto rozejm pomiędzy Anglią i Francją, na mocy którego z inicjatywy króla Francji Karola VII zaręczono córkę jego wasala, Małgorzatę, z Henrykiem VI. 23 kwietnia 1445 w Titchfield w Hampshire odbył się ich ślub.
Zadaniem Małgorzaty było podjęcie starań, aby jej ojciec odzyskał należne mu ziemie położone w Andegawenii, które zostały mu odebrane przez Anglików, jednak René I sam tego dokonał w 1450 r. powodując osłabienie pozycji swojej córki.
Jedną z najbliższych przyjaciółek i dwórek nowej królowej została Jakobina Luksemburska, której siostra Izabela w 1443 r. poślubiła Karola Walezjusza hrabiego Maine, wuja Małgorzaty.
Henryk był królem, odkąd skończył kilka miesięcy (jego ojciec, Henryk V, zmarł młodo) i jego poczynania zawsze kontrolowali regenci. Kiedy poślubiał Małgorzatę, jego stan psychiczny już był „niestabilny”.
Na początku 1453 r. królowa ogłosiła, że jest w ciąży. Króla Henryka VI poinformowała przez posłańca. W połowie 1453 r. stan króla gwałtownie się pogorszył i na rozkaz Małgorzaty przetrzymywano go w komnatach. Sama królowa również przebywała w odosobnieniu oczekując na poród. 13 października 1453 na świat przyszedł Edward Westminster. Henryk VI zgodnie z tradycją powinien uznać publicznie swego syna, jednak po umieszczeniu niemowlaka w jego ramionach w ogóle nie zareagował. Dla jego wrogów było jasne, że Edward nie jest jego synem, ponieważ królowa miała romans z Edmundem Beaufortem, który został jednym z ojców chrzestnych księcia.
Pod koniec 1453 r. królowa powróciła do życia politycznego po porodzie i połogu. Podczas niedyspozycji króla i jej nieobecności popularność i wpływy zyskał Ryszard Plantagenet, książę Yorku, który nakazał uwięzić jej kochanka, Edmunda Beauforta. Stan Henryka VI nadal się nie poprawiał. Królowa chcąc zachować władzę i zapewnić koronę swemu nowo narodzonemu synowi, zaproponowała, że zostanie regentką Anglii, jednak ta propozycja nie zyskała akceptacji na dworze. W marcu 1454 r. lordem protektorem ogłoszono Ryszarda Plantageneta, który odesłał króla, królową i małego Edwarda na zamek w Windsorze.
Dopiero pod koniec 1454 r. król Henryk VI wyzdrowiał i powrócił do rządów przy jednoczesnej rezygnacji Ryszarda ze stanowiska lorda protektora.
Henryk VI zgodził się na odsunięcie syna od tronu i wyznaczył swoim następcą Ryszarda, księcia Yorku. Małgorzata zebrała armię i rozpoczęła walkę z yorkistami. Razem z młodym synem uciekła do Szkocji i Walii, a ostatecznie do Francji. Zawarła przymierze z Ryszardem Neville’em, hrabią Warwick, i książę Edward został zaręczony z córką Warwicka – Anną Neville (późniejszą żoną króla Ryszarda III).
Warwick osadził znowu na tronie Henryka VI. Małgorzata wróciła do Anglii, a wtedy nagle Warwick został pokonany w bitwie pod Barnet i królem został znowu Edward IV. Małgorzata i jej syn zebrali ostatnie wojsko i zostali pokonani w bitwie pod Tewkesbury w 1471 – młody Edward Westminsterski zginął w tej bitwie. Królowa była więziona w Wallingford Castle, a potem w Tower, do czasu kiedy wstawił się za nią król Francji.
Zmarła 25 sierpnia 1482 w rodzinnej Andegawenii, tam też została pochowana.